# Dominikanerkloster Prenzlau

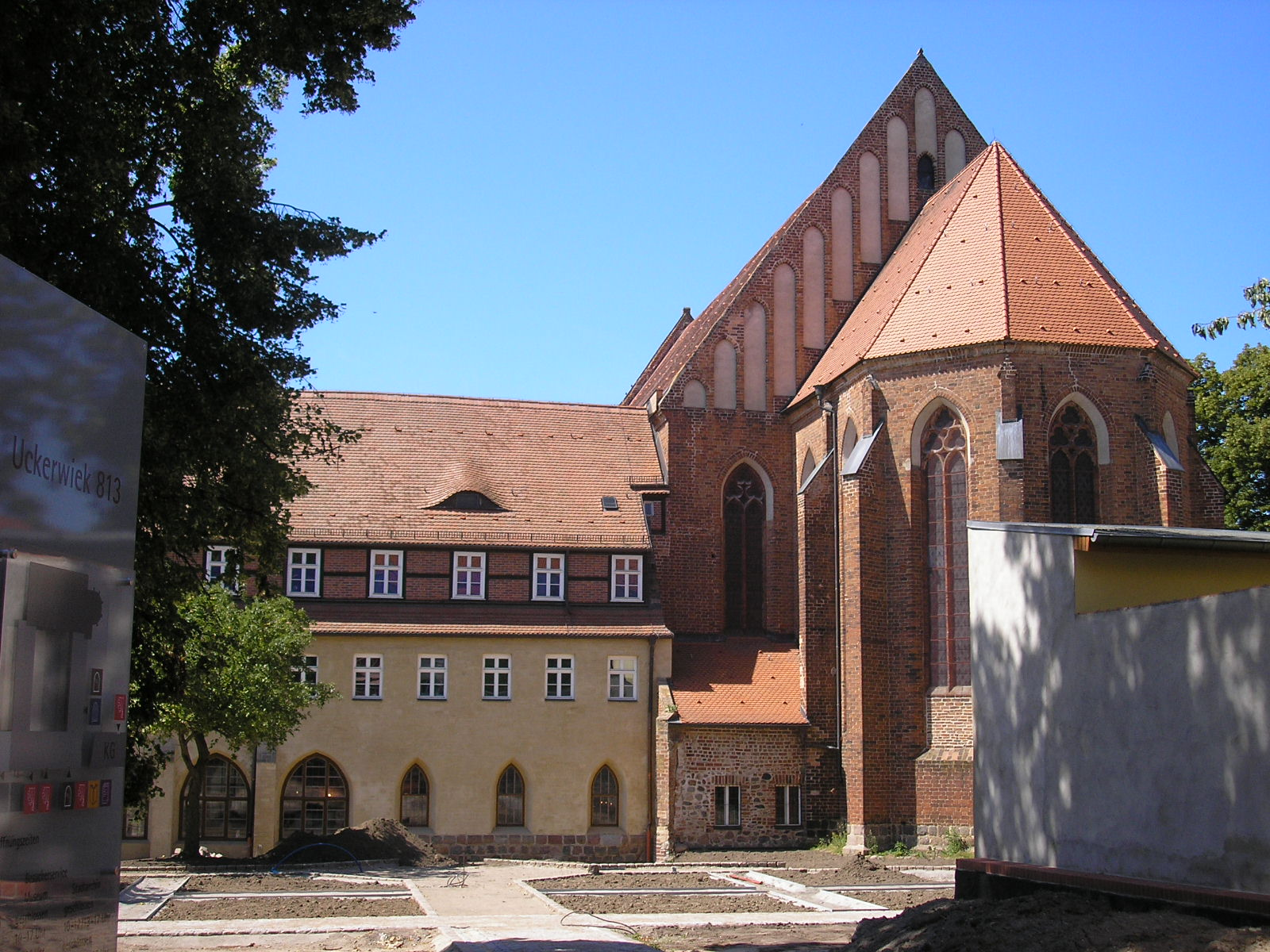
Klosteranlage

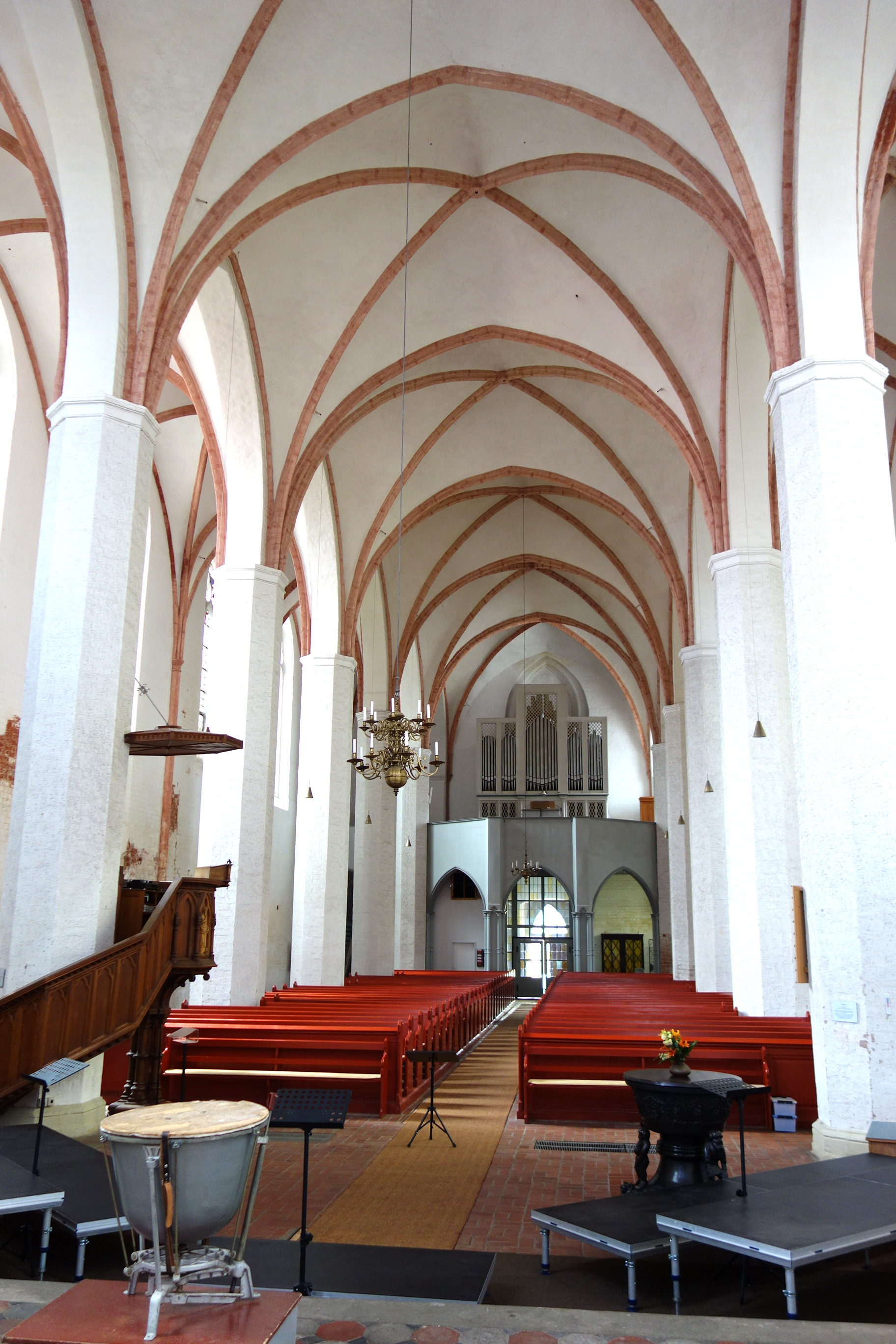
Inneres der Klosterkirche nach Westen

Das ehemalige Dominikanerkloster Prenzlau ist heute Kulturzentrum und Museum der im Norden der Uckermark gelegenen Stadt Prenzlau. Erhalten sind noch die dreischiffige Backsteinhallenkirche, die Klausur und ein Wirtschaftsgebäude. Der Komplex beherbergt das über 110 Jahre alte Kulturhistorische Museum, das Historische Stadtarchiv, die Stadtbibliothek und das Veranstaltungszentrum „Kulturarche“. Das Dominikanerkloster Prenzlau ist Mitglied der Europäischen Route der Backsteingotik und des Deutsch-Polnischen Klosternetzwerks.

## Lage und Umgebung
Prenzlau liegt im Einzugsbereich der zwei größten Seen der Uckermark, dem Unteruckersee direkt bei der Stadt und dem Oberuckersee südlich davon. Im Südwesten grenzt die Stadt an den Naturpark Uckermärkische Seen, dem drittgrößten der elf brandenburgischen Naturparke. Die Klosteranlage liegt am südwestlichen Rand der Altstadt, direkt am Steintor, in leicht erhöhter Lage über dem Unteruckersee.

## Geschichte
Als Markgraf Johann I. 1250 die Uckermark von Pommern übertragen bekam, bedurfte das Gebiet neuer Strukturen, welche die Brandenburgische Herrschaft festigten. Der Markgraf erteilte den Dominikanern eine Gründungserlaubnis, damit diese die Konsolidierung unterstützten. 1275 kamen die ersten Mönche in die Stadt. Als Gründer und Stifter des Klosters gilt Markgraf Johann II.
Der Konvent war bereits 1308 eines der reichsten Dominikanerklöster in der Mark, 1519 erlitt das Kloster jedoch einen Brandschaden, was wohl seine wirtschaftliche Situation beeinflusste. Ob sich die Gemeinschaft bis zu der 1545 folgenden Auflösung infolge der Reformation aus der wirtschaftlichen Not herausarbeiten konnte, ist nicht bekannt.
Seit 1930 wird das Kloster als Museum genutzt. 1945 wurden Teile der Sammlung des Museums ausgelagert und kehrten erst 1987 an ihren ursprünglichen Ort zurück. Nach dem Krieg konnte 1957 die Museumsarbeit in den Klosterräumen wieder aufgenommen werden. Die Kirche dient seit 1577 der Nikolaigemeinde.

## Architektur

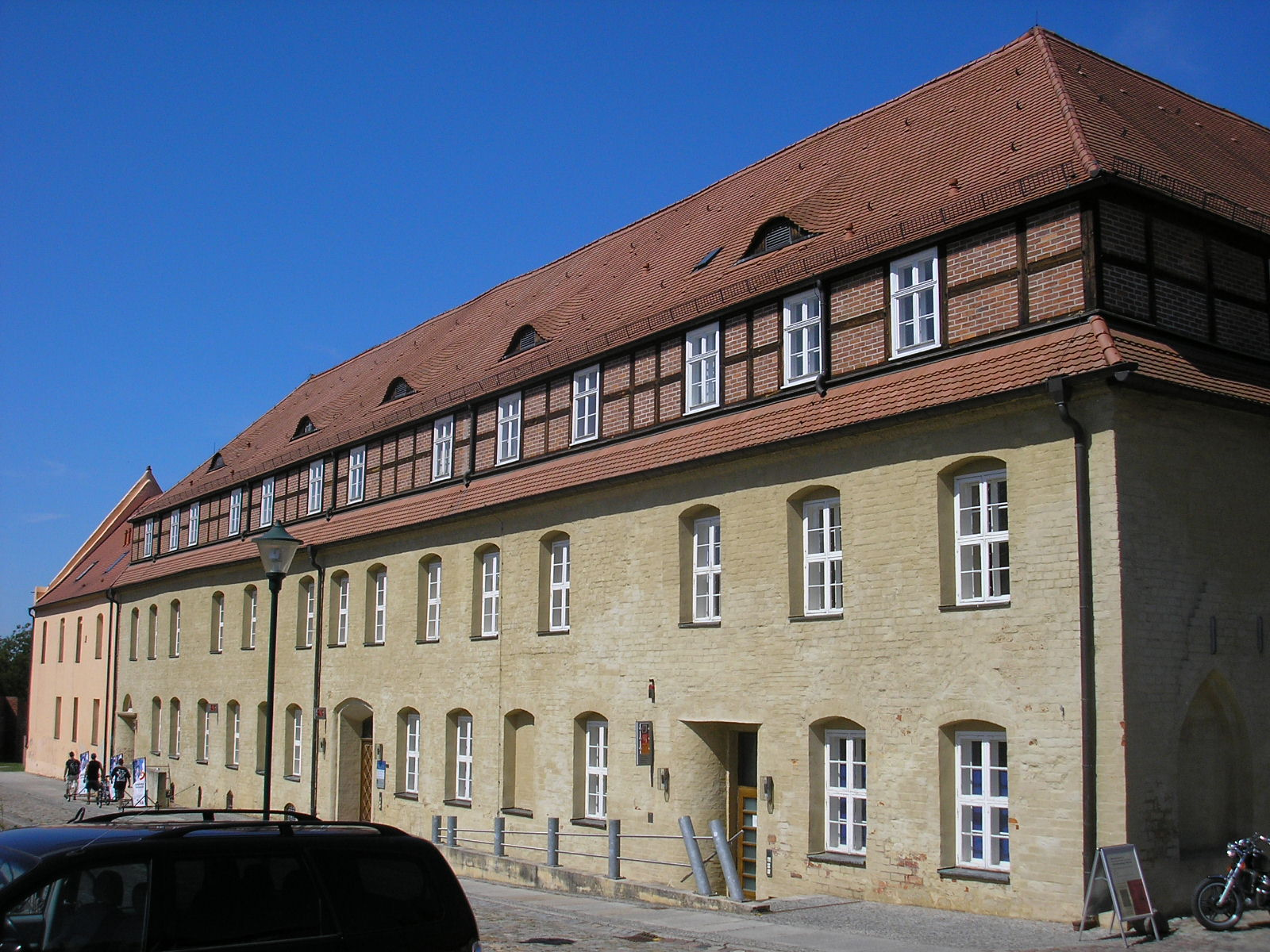
Gebäude auf dem Klostergelände

Die dreischiffige Backstein-Hallenkirche und der Klausurbereich bildeten zusammen mit einem Anbau, der ehemaligen Bibliothek (heute Sitz der Superintendentur der Uckermark) und einem Wirtschaftsgebäude den Kern des Klosters. Das Kloster wurde in vier Bauphasen von 1275 bis um 1500 errichtet. Die Kirche wurde 1343 zum Heiligen Kreuz geweiht. Seit 1577 wurde die Kirche von der Nikolaikirchgemeinde genutzt, deshalb wird sie heute als Nikolaikirche bezeichnet.
Der Bau der gotischen Klosterkirche zeichnet sich durch schlanke zwei- und dreiteilige Maßwerkfenster nach dem Vorbild der Klosterkirche Chorin aus. Im zweiten Joch von Westen ist auf der Nordseite ein profiliertes Gewändeportal mit Wimperg angeordnet.
Das Langhaus der Kirche wird von Kreuzgewölben abgeschlossen, die von Achteckpfeilern mit Scheidbögen getragen werden. Auf der Südseite des Chores wurde nachträglich eine mit Kreuzgewölben über einem Rundpfeiler abgeschlossene Sakristei angefügt.

## Ausstattung

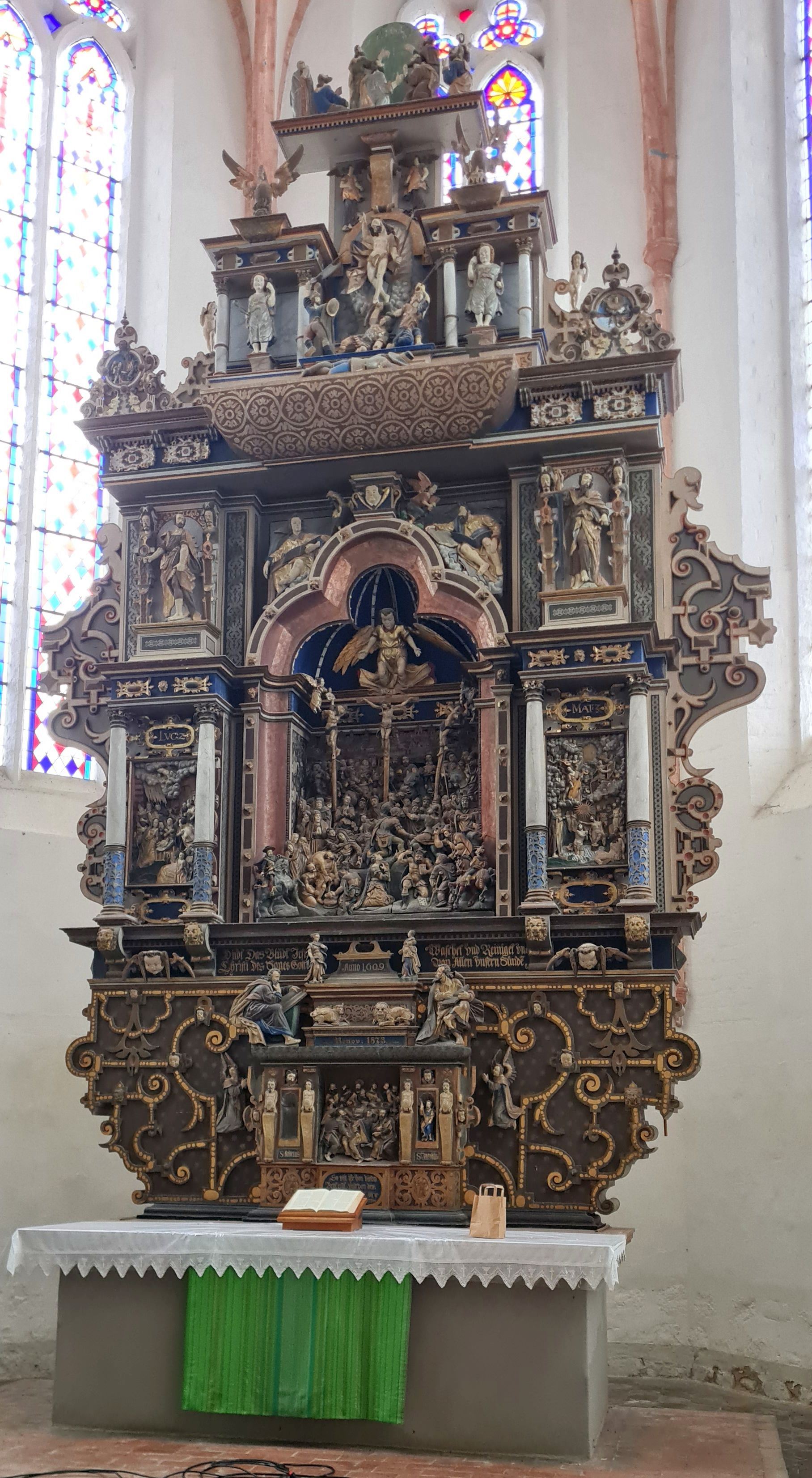
Altaraufsatz

Das Hauptstück der Ausstattung der Klosterkirche ist ein hölzerner Altaraufsatz von 1609, der 1873 restauriert und 1995 gereinigt wurde. Er zeigt in einer kleeblattbogigen Nische die Kreuzigung, die seitlich von Reliefs der Geburt und der Taufe Christi mit Säulen flankiert wird. Darüber sind geschnitzte Figuren von Petrus und Paulus angeordnet. Über der Nische sind die Evangelisten Johannes und Matthäus dargestellt. Der Unterbau zeigt das Abendmahl als Relief mit Figuren der Evangelisten Lukas und Markus. Im oberen Abschluss sind die Auferstehung und die Himmelfahrt dargestellt.
Eine Fünte aus Bronze in Kelchform aus der Marienkirche stammt aus der Zeit um 1400. Der Fuß steht auf drei stilisierten Tieren, die Kuppa wird von drei auf dem unteren Rand des Fußes stehenden Männerfiguren getragen. An der Kuppa sind unter kielbogigen Arkaden Darstellungen der Deesis und der zwölf Apostel als Flachrelief zu finden.
Ein Votivgemälde aus dem Jahr 1776 zeigt die Kreuzigung vor der Silhouette Prenzlaus. Mehrere Grabmäler und Epitaphien des 17. bis 19. Jahrhunderts sind weiterhin zu erwähnen.

## Klostergebäude

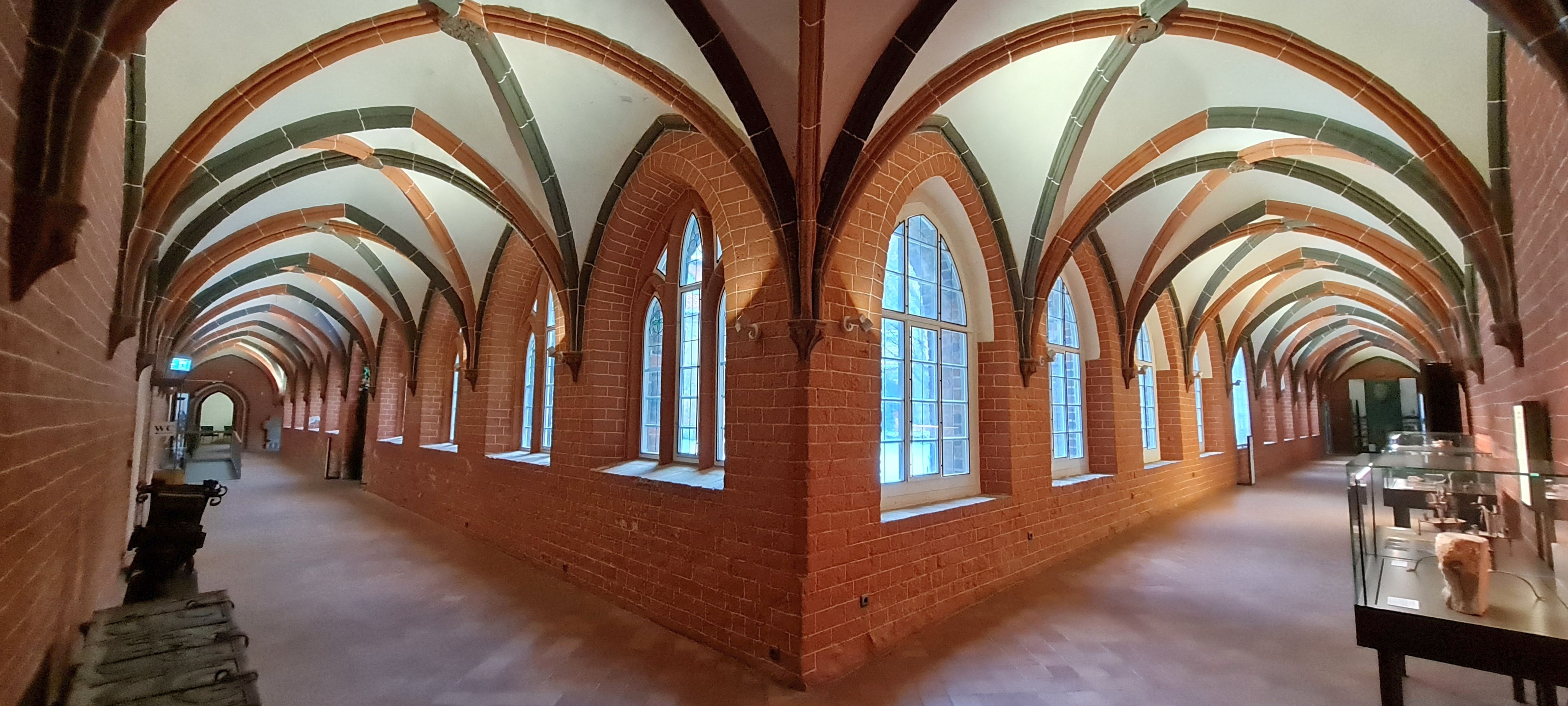
Kreuzgang

Die Klostergebäude sind als zweigeschossige Backsteinbauten um einen Kreuzgang aus der zweiten Hälfte des 14. Jahrhunderts auf der Südseite der Kirche angeordnet. Der nördliche Kreuzgangflügel ist nicht erhalten. Die Klostergebäude enthalten zwei zweischiffige Säle mit Kreuzgewölben auf Achteckpfeilern. Im älteren Ostflügel aus der ersten Hälfte des 14. Jahrhunderts ist die ehemalige Sakristei, im Westflügel das Sommer-Refektorium erhalten. Ein weiterer Raum auf quadratischem Grundriss, die sogenannte Frauenkapelle, ist ebenfalls im Westflügel angeordnet und zeigt ein Sterngewölbe über einer Mittelstütze.
Das Kloster steht unter Denkmalschutz.